# Fioria
Fioria é um género botânico pertencente à família Malvaceae.